# Arrondissement d'Aix-la-Chapelle (1816-1971)

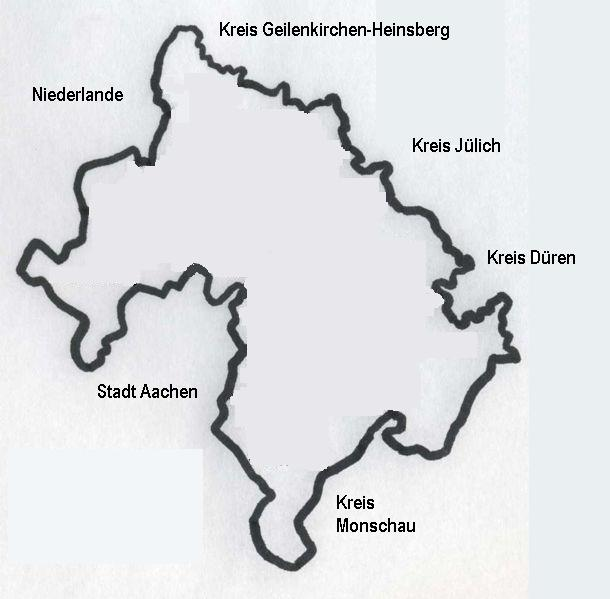
Arrondissement d'Aix-la-Chapelle en 1971

Le quartier d'Aix-la-Chapelle est un arrondissement de Rhénanie du Nord-Westphalie qui a existé de 1816 à 1971, qui est formé en 1816 dans le district d'Aix-la-Chapelle dans la grand-duché du Bas-Rhin à partir des cantons de Borcette (de) et d'Exvilliers (de) dans l'arrondissement d'Aix-la-Chapelle du département de la Roer ainsi que des parties du canton de Rode-le-Duc dans l'arrondissement de Maastricht du département de Meuse-Inférieure. Le siège administratif est la ville de Burtscheid jusqu'à son incorporation à Aix-la-Chapelle en 1897. L'arrondissement fusionne avec trois municipalités de l'arrondissement de Montjoie (de) le 1er janvier 1972 dans le cadre de la réforme régionale de la Rhénanie-du-Nord-Westphalie dans le nouveau arrondissement d'Aix-la-Chapelle, qui est intégré le 21 octobre 2009 dans la nouvelle région urbaine d'Aix-la-Chapelle. 
Sur les plus de vingt communes initiales, seules cinq restent au-delà du 1er janvier 1972 : Alsdorf, Eschweiler, Herzogenrath, Stolberg et Würselen.

## Géographie

### Arrondissements voisins
En 1971, l'arrondissement d'Aix-la-Chapelle borde dans le sens des aiguilles d'une montre au nord, en commençant par l'arrondissement du Selfkant de Geilenkirchen-Heinsberg et les arrondissements de Juliers (de), Düren et Montjoie (de). Au sud-ouest, il borde la province belge de Liège et à l'ouest la province néerlandaise de Limbourg.

## Histoire

### Arrondissement d'Aix-la-Chapelle à l'époque française
Malgré les nombreuses guerres et les conflits d'héritage, les relations territoriales établies au XIVe siècle sont restées en place dans « l'Empire d'Aix-la-Chapelle (de) » jusqu'à ce que les premières armées révolutionnaires françaises occupent la rive gauche du Rhin en 1792. Après l'occupation temporaire du territoire d'Aix-la-Chapelle du 15 décembre 1792 au 2 mars 1793 par les Français, la possession permanente commence en septembre 1794 et va durer vingt ans.
Les nombreux dominions séculiers et ecclésiastiques ont été remplacés par une réorganisation des districts administratifs selon le modèle français. En 1798, la région de la rive gauche du Rhin est divisée en quatre départements dirigés par des préfets. Ils sont divisés en arrondissements dirigés par des sous-préfets, eux-mêmes constitués de cantons. Aix-la-Chapelle est également le chef-lieu de l'arrondissement d'Aix-la-Chapelle. Aix-la-Chapelle devient la capitale du département de la Roer pour 42 cantons et 331 mairies, c'est-à-dire également pour tout le pays autour d'Aix-la-Chapelle et de Montjoie. Les exceptions sont des parties de Rode-le-Duc, Alsdorf, Merkstein et Rimburg, qui sont attribuées au département de Meuse-Inférieure.
L'administration des nouveaux districts fonctionne de manière strictement centralisée. La bataille de Leipzig en octobre 1813 met fin à la domination française dans la région. Le 17 janvier 1814, le préfet quitte Aix-la-Chapelle. Les troupes alliées sont entrées à Aix-la-Chapelle le même soir. Si le «département» est resté au départ, une commission du gouvernement central reprend désormais en charge l'administration.

### Arrondissement prussien depuis 1816
Au Congrès de Vienne (1815), une réorganisation fondamentale des relations entre les États est décidée après la défaite de Napoléon. Grâce à sa participation aux guerres napoléoniennes, le royaume de Prusse reçoit la région d'Aix-la-Chapelle par le traité de Vienne, avec d'autres régions. En novembre 1815, la Rhénanie est divisée en deux provinces (le Grand-duché du Bas-Rhin et la province de Juliers-Clèves-Berg), chacune avec trois districts. L'un d'eux est le district  d'Aix-la-Chapelle dans le grand-duché du Bas-Rhin. Conformément à la structure administrative prussienne, des arrondissements sont également formés, dont les limites sont largement repris des cantons français. La taille de ces structures administratives est déterminée en fonction de la possibilité pour le citoyen de s'occuper de ses affaires en une journée sans passer la nuit à l'administration. Avec un temps de trajet d'environ une heure, les conditions du début du XIXe siècle se traduisent par une vitesse - à pied ou en calèche - de 5 kilomètres par heure. En 1816, la Prusse constitue l'arrondissement d'Aix-la-Chapelle à partir de l'ancien canton français de Borcette (de), de l'ancien canton d'Exvilliers (de) et d'une partie du canton de Rode-le-Duc. L'arrondissement est initialement divisé en 21 mairies, dont Alsdorf, Burtscheid, Eschweiler, Rode-le-Duc, Stolberg, Würselen.
À la tête de la nouvelle institution administrative se trouve un "administrateur", conformément aux dispositions du § 34 de l'ordre du cabinet de Frédéric-Guillaume III. L'acte de naissance du district administratif d'Aix-la-Chapelle est l'ordonnance du gouvernement royal prussien à Aix-la-Chapelle, qui est publiée dans le Journal officiel n° 1 du 27 avril 1816. Le 1er mai 1816, l'administrateur de l'arrondissement Karl Rudolf von Strauch prend ses fonctions. L'arrondissement d'Aix-la-Chapelle se voit attribuer une superficie de 6,16 miles carrés pour 43 349 âmes. En 1822, le grand-duché du Bas-Rhin est fusionné à la province de Juliers-Clèves-Berg pour former la province de Rhénanie par ordre du cabinet.
Au XIXe siècle, l'arrondissement connaît un formidable essor industriel dans l'Inderevier (de) et le Wurmrevier (de).
Avec l'introduction du code municipal de la province de Rhénanie en 1845, la mairie d'Eschweiler est subdivisé en la ville d'Eschweiler et la commune de Kinzweiler. Le mairie de Forst comprend les communes d'Eilendorf et de Forst. Tous les autres mairies forment chacun une seule commune.
En 1856, Burtscheid et Stolberg reçoit le code des villes rhénanes. La mairie de Rimburg est intégrée à la mairie de Merkstein en 1857, qui comprend depuis les deux communes de Merkstein et de Rimburg,. Après qu'Eschweiler reçoit également le code de la ville rhénan en 1858, le commune de Kinzweiler est élevée à sa propre mairie. La commune d'Eilendorf est détachée de la mairie de Forst en 1886 et élevée à sa propre mairie.

### Communes en 1897 et 1906
La ville de Burtscheid est le siège de l'arrondissement jusqu'en 1897, date à laquelle Burtscheid est incorporée à la ville d'Aix-la-Chapelle, qui ne fait pas partie de l'arrondissement. Depuis lors, Aix-la-Chapelle est le siège de l'arrondissement sans en faire partie. Le siège de l'arrondissement est toujours situé aujourd'hui dans le quartier de Burtscheid. La commune de Forst est également incorporé le 1er avril 1906  à la ville d'Aix-la-Chapelle. En raison de l'incorporation de Burtscheid et de Forst, l'arrondissement d'Aix-la-Chapelle est réduit considérablement car c'est l'équivalent de 2000 hectares qui sont ajoutés à la ville d'Aix-la-Chapelle.

#### 22 communes en 1906

##### Villes
- Eschweiler (charte de ville 1858)
- Stolberg (charte de ville 1856)

##### Communes rurales
| - Alsdorf - Bardenberg - Brand | - Broich - Büsbach - Cornelimünster | - Eilendorf - Gressenich - Haaren | - Hoengen - Kinzweiler - Kohlscheid | - Laurensberg - Merkstein - Richterich | - Rimburg - Rode-le-Duc - Walheim | - Weiden - Würselen |

### Autres incorporations
La municipalité de Rimburg est incorporée à Merkstein en 1927. En 1932, les communes de Nothberg et Hastenrath avec leurs villages de Bohl, Volkenrath et Scherpenseel de l'arrondissement de Düren sont incorporés à la ville d'Eschweiler. Broich et Weiden sont fusionnées pour former Broichweiden en 1934, et en 1935 la ville de Stolberg incorpore Büsbach , plusieurs quartiers d'Eschweiler, y compris Donnerberg et la gare centrale de Stolberg (de).

#### 19 communes en 1935

##### Villes
- Eschweiler
- Rode-le-Duc (charte de la ville renouvelée en 1919)
- Stolberg
- Würselen (charte de ville 1924)

##### Autres communes
| - Alsdorf - Bardenberg - Brand | - Broichweiden - Eilendorf - Gressenich | - Haaren - Hoengen - Kinzweiler | - Kohlscheid - Kornelimünster - Laurensberg | - Merkstein - Richterich - Walheim |

#### Les 19 communes jusqu'en 1971

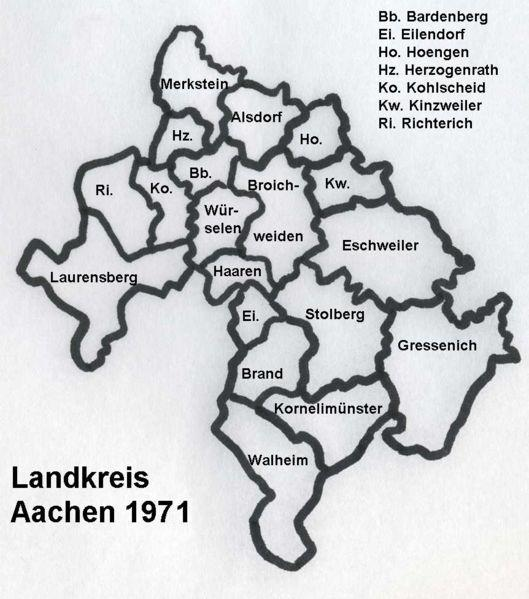
L'arrondissement d'Aix-la-Chapelle en 1971

De 1937 à 1971, il y a 19 villes et communes. L'arrondissement a une superficie de 337,14 kilomètres carrés pour 280 730 habitants.
La loi d'Aix-la-Chapelle dissous l'arrondissement le 1er janvier 1972. Dans le même temps, une réforme municipale globale est menée. À l'exception de la ville de Rimburg, qui fait désormais partie de l'arrondissement de Heinsberg, l'ancien arrondissement fait partie du nouveau arrondissement d'Aix-la-Chapelle. Le tableau suivant montre l'affiliation actuelle des communes de l'ancien arrondissement d'Aix-la-Chapelle:
| Commune        | Commune actuelle            | appartient jusqu'en 2009                                     |
| -------------- | --------------------------- | ------------------------------------------------------------ |
| Alsdorf        | Alsdorf                     | Arrondissement d'Aix-la-Chapelle                             |
| Bardenberg     | Würselen, Rode-le-Duc       | Arrondissement d'Aix-la-Chapelle                             |
| Brand          | Aix-la-Chapelle             | Aix-la-Chapelle                                              |
| Broichweiden   | Würselen                    | Arrondissement d'Aix-la-Chapelle                             |
| Eilendorf      | Aix-la-Chapelle             | Aix-la-Chapelle                                              |
| Eschweiler     | Eschweiler                  | Arrondissement d'Aix-la-Chapelle                             |
| Gressenich     | Stolberg                    | Arrondissement d'Aix-la-Chapelle                             |
| Haaren         | Aix-la-Chapelle             | Aix-la-Chapelle                                              |
| Rode-le-Duc    | Rode-le-Duc                 | Arrondissement d'Aix-la-Chapelle                             |
| Hoengen        | Alsdorf                     | Arrondissement d'Aix-la-Chapelle                             |
| Kinzweiler     | Eschweiler                  | Arrondissement d'Aix-la-Chapelle                             |
| Kohlscheid     | Rode-le-Duc                 | Arrondissement d'Aix-la-Chapelle                             |
| Kornelimünster | Aix-la-Chapelle, Stolberg   | Aix-la-Chapelle                                              |
| Laurensberg    | Aachen                      | Aix-la-Chapelle                                              |
| Merkstein      | Rode-le-Duc Übach-Palenberg | Arrondissement d'Aix-la-Chapelle Arrondissement de Heinsberg |
| Richterich     | Aix-la-Chapelle             | Aix-la-Chapelle                                              |
| Stolberg       | Stolberg                    | Arrondissement d'Aix-la-Chapelle                             |
| Walheim        | Aix-la-Chapelle             | Aix-la-Chapelle                                              |
| Würselen       | Würselen                    | Arrondissement d'Aix-la-Chapelle                             |

### Évolution de la population
| Année | Habitants |
| ----- | --------- |
| 1816  | 43 349    |
| 1825  | 49 219    |
| 1852  | 64 992    |
| 1871  | 92 250    |
| 1880  | 102 754   |
| 1890  | 122 136   |
| 1900  | 127 198   |
| 1910  | 149 744   |
| 1925  | 171 449   |
| 1939  | 195 251   |
| 1950  | 221 957   |
| 1960  | 258 300   |
| 1971  | 280 730   |

## Politique

### Administrateurs de l'arrondissement
- 1816-1836: Karl Rudolf von Strauch (de)
- 1836–1853: Franz Carl Hasslacher (de)
- 1853–1882: Georg Hasenclever (de)
- 1883–1899: Franz Coels von der Brügghen (de)
- 1899-1919: Karl von Pastor (de)
- 1919-1920: Jürgen von Funck (de)
- 1920-1928: Hermann Pütz (de)
- –9999 : Wilhelm Leopold Janssen (de)
- 1928-1944: Erwin Classen (de)
- –9999 : Hans Westhoff (de)
- –9999 : Walther Kuhla (de)
- –9999 : Hermann Heerdt (de)
- 1944-1945: Hermann Sträter (de)
- 1945-1946: Wienand Ungermann (de)
- 1946-1949: Johann Ernst (de), CDU
- 1949-1952: Wilhelm Kohlen (de), SPD
- 1952–1953: Peter von Agris (de), CDU
- 1953-1954: Leonhard Lennartz (de), SPD
- 1954-1956: Johann Ernst, CDU
- 1956-1961: Leonhard Lennartz, SPD
- 1961-1964: Franz Delheid (de), CDU
- 1964-1969: Leonhard Lennartz, SPD
- 1969-1975: Edmund Tersluisen (de) (CDU)

### Blason

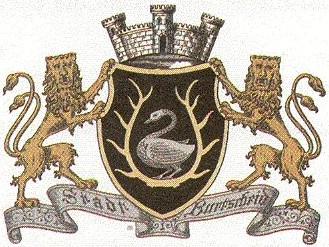
Cygne et bois dans les armoiries de Burtscheid
Lion de Juliers dans les armoiries d'Eschweiler
Armoiries  de l'arrondissement

## Plaque d'immatriculation
Le 1er juillet 1956, l'arrondissement se voit attribuer le signe distinctif AC lors de l'introduction des plaques d'immatriculation des véhicules, qui sont toujours valables aujourd'hui. Il est toujours émis dans la région de la ville d'Aix-la-Chapelle à ce jour.